# Marco Rente
Marco Rente (Siegen, 25 febbraio 1997) è un calciatore tedesco, difensore del Groningen.

## Carriera
Ha giocato nella prima divisione olandese.

## Palmarès

### Club

#### Competizioni nazionali
- Eerste Divisie: 1

Heracles Almelo: 2022-2023